# Comptabilité générale
 (septembre 2019).
Si vous disposez d'ouvrages ou d'articles de référence ou si vous connaissez des sites web de qualité traitant du thème abordé ici, merci de compléter l'article en donnant les références utiles à sa vérifiabilité et en les liant à la section « Notes et références ».

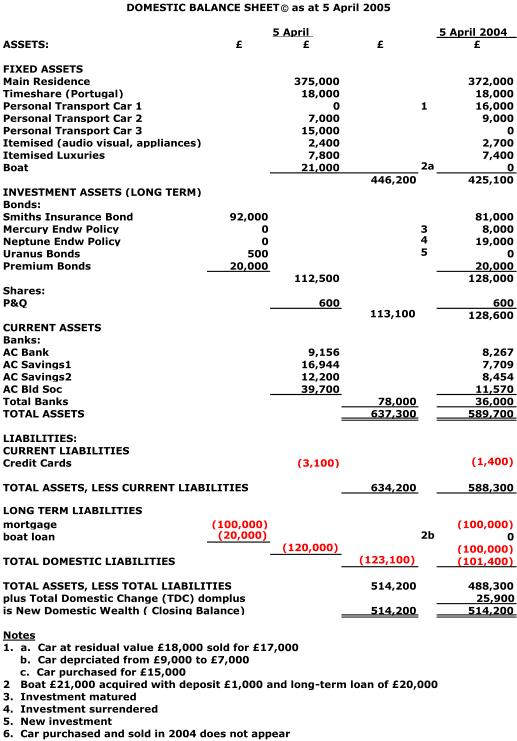

La comptabilité générale (comptabilité financière) est un système d'organisations dans lequel un individu appelé comptable se propose d'observer, d'enregistrer, de classer, de synthétiser afin d'analyser et renseigner. L'étude de ces étapes du travail du comptable nous permettra de mieux appréhender en quoi consiste la comptabilité financière en tant que cadre normatif de l'économie et du management.

## Phases de la comptabilité financière

### Phase d'observation comptable
On peut résumer cette phase par deux grandes questions :
1. Qu'est-ce que le comptable observe ?
2. Comment observe-t-il ?

Le comptable observe les faits juridiques et économiques qui se déroulent au sein d'une entreprise. Par exemple, lors d'une opération de vente de marchandises, il y a vente, selon le droit, et donc fait juridique, lorsque les deux parties se sont mises d'accord sur la chose mise en vente et sur son prix ; selon l'économie, la vente est effective, et devient également un fait économique, lors de la livraison, c'est-à-dire lors du transfert de propriété du bien.
De l'analyse précédente, on déduit que les comptables ne peuvent pas réagir comptablement si et seulement si l'opération réalisée est à la fois un fait juridique et économique.
Le comptable observe les faits juridiques et économiques à travers un document appelé pièce comptable. C'est dire que la pièce comptable est le fondement de toute activité comptable. Comme pièce comptable, on peut citer la facture d'achat ou de vente, la pièce de caisse, le chèque, le bon de commande, etc. On déduit qu'observer en comptabilité, c'est recevoir une pièce comptable sous réserve d'une décharge.

### Phase d'analyse comptable
Analyser en comptabilité signifie s'assurer de la conformité de la pièce comptable. Cette phase peut se résumer en deux grandes questions :
1. De quoi s'agit-il ?
2. Les chiffres et calculs sont-ils exacts ?

Quand le comptable se pose la question de savoir de quoi on parle dans la pièce comptable, de quoi il s'agit, il cherche à identifier la nature de l'opération réalisée au sein de l'entreprise.
À travers la question de l'exactitude des chiffres et des calculs, le comptable vérifie l'exactitude des chiffres et des calculs qui figurent sur le document (facture par exemple). On s'assure également que les principes régissant les calculs ont été respectés.

#### Réductions à caractère commercial: les 3 R
1. Rabais : un rabais est une réduction accordée/obtenue à cause de la mauvaise qualité de la marchandise.
2. Remise : une remise est une réduction accordée/obtenue à cause de la qualité de l'achat (prix des marchandises) ou de l'acheteur (célébrité).
3. Ristourne : une ristourne est une réduction accordée/obtenue en fonction du volume des achats. Elle est généralement périodique.

Les 3 R (Rabais, Remise, Ristourne) se calculent en cascade (brut-R1=NC1-R2=NC2-R3=NC3).

#### Réductions à caractère financier: l'escompte
L'escompte commercial est une réduction à caractère financier qu'on exige à la suite d'une anticipation de paiement. À ce moment, l'escompte se calcule sur le net commercial No 3. Il vient juste après les 3 R et on obtient le net financier (NF).

## Enjeux de la comptabilité générale
- La comptabilité est un outil patrimonial permettant de connaître périodiquement le résultat de l'activité tout en déterminant le patrimoine de l'entreprise afin de porter l'information à la connaissance des parties prenantes au capital. La période comptable s'appelle l'exercice comptable, c'est-à-dire la période pendant laquelle la société a exercé et dont elle veut savoir le résultat. La période est généralement l'année et le plus souvent l'année civile. À l'intérieur de l'exercice, il est possible d'établir des résultats provisoires, par exemple mensuel ou trimestriel. L'informatique permet en effet un enregistrement en continu de la majorité des opérations à comptabiliser. Il reste que le rattachement des opérations à la période et l'estimation des diverses valeurs à l'actif et au passif, impose des opérations d'inventaire particulièrement lourdes qui ne peuvent être faites avec toute la précision nécessaire qu'une fois par an.
- La comptabilité générale offre une base essentielle à l'établissement du résultat fiscal et à la justification des différentes assiettes d'imposition (TVA, taxes sur les salaires, taxe professionnelle, impôt sur les bénéfices, etc.) et plus généralement des droits sur les tiers et des droits des tiers. C'est la raison pour laquelle elle est obligatoire et codifiée.
- La comptabilité générale est un outil de gestion en tant que ses données à forte valeur probante sont très souvent utilisées pour retraitement. Normalisée, elle permet d'évaluer et de contrôler l'entreprise et de comparer ses performances à celles d'entreprises similaires. Elle permet l'observation comparative (état des dettes, créances, trésorerie, volume d'affaires réalisé, résultats dégagés, dividendes versés) et l'établissement de différents ratios significatifs des différents aspects de la gestion. À la carte, elle permet la consultation et l'édition des détails du solde des comptes de tiers. Dans le monde de l'entreprise actuelle, les systèmes informatiques produisent des informations mixtes, techniques, statistiques et comptables qui sont les véritables outils de gestion au quotidien. Leur valeur probante liée à l'application de règles constantes, légales et auditées en est la principale vertu.
- La comptabilité produit des informations en vue d'établir la comptabilité nationale. La consolidation des valeurs ajoutées donnera par exemple le Produit Intérieur Brut marchand.

## Bref historique
- Le souverain Hammourabi de Babylone évoque la comptabilité des marchands dans ses lois. Les Incas utilisaient des rubans de couleurs noués pour tenir les comptes ; un nœud par opération, une couleur par produit ;
- Les Romains utilisaient les termes expensa pour les dépenses et accepta pour les recettes ;
- 1494 : le moine italien Luca Pacioli édite à Venise son traité sur la comptabilité en « partie double » ;
- 1581 : en Italie, le collegio des Raxonati est la première société de comptables ;
- 1673 : en France, Jean-Baptiste Colbert impose la tenue de livres comptables ;
- 1807 : code de commerce napoléonien ;
- 1881 : création en France de la société de comptabilité ;
- 1947 : premier plan comptable général en France ;
- 1962 : Gilbert Bitsch invente le lettrage conversationnel de qualification des écritures pour son application en comptabilité générale et réalise le premier positionnement des détails du solde des comptes de tiers sur une tabulatrice IBM 421 un outil de mécanographie, puis sur ordinateur IBM 360/40, le 1er janvier 1966. Ce qui a ouvert la comptabilité à l'informatique ;
- 2002 : règlement européen sur l'application des normes comptables internationales aux comptes consolidés des sociétés cotées.

## Principe de base de la comptabilité générale: évaluer les flux
Afin de rendre l'information économique, commerciale ou financière vérifiable, traçable et sûre, la comptabilité générale utilise la notion de flux lors des enregistrements comptables. La comptabilité générale recense des flux des faits commerciaux, matériels, juridiques et économiques d'une entreprise. Par exemple : un fait commercial sera la vente ou l'achat d'un produit, un fait matériel sera l'usure des machines, un fait juridique sera l'engagement de rembourser un emprunt ou un achat, ou de payer le personnel, ou de payer les taxes et autres impositions, un fait économique sera la variation de la valeur d'un titre en portefeuille.
Le principe de base de la comptabilité générale consiste à enregistrer tous les événements économiques (appelés flux) sur deux colonnes : l'opération et sa contrepartie (Les deux colonnes s'appellent respectivement « débit » et « crédit »). La notion de flux répond à un principe : tout emploi suppose une ressource et il n'est pas de ressource qui ne trouve son emploi (partie double). Lors d'un enregistrement comptable le total débit est donc toujours égal au total crédit.
Le tableau suivant explique comment il est possible de décomposer un flux en plusieurs lignes d'écritures comptables : Il est possible d'envisager par exemple un débit d'augmentation de charge par la contrepartie au crédit d'une augmentation de dette.
| Flux au débit (emploi)                | Flux au crédit (ressource)          |
| ------------------------------------- | ----------------------------------- |
| Augmentation de charges               | Augmentation de produits            |
| Augmentation de possession "+"(actif) | Diminution de possession "-"(actif) |
| Diminution du dû "-"(passif)          | Augmentation du dû "+"(passif)      |
| Diminution de produits (rare)         | Diminution de charges (rare)        |

- Un flux peut donc influencer ce que l'on possède (c'est l'actif), ce que l'on doit (c'est le passif), les achats (ce sont toujours des charges) les achats autres représentent toujours des investissements, les ventes (ce sont généralement les produits). Le cumul des flux va donc former finalement le bilan et le compte de résultat.
- Ce peut être un flux réel (flux de fond de biens et services), ou un flux de trésorerie (financier, mouvement d'argent).
- Elle enregistre les décisions de gestion qui modifient la structure du patrimoine (inscription de créances comme « créances douteuses », affectation du bénéfice en réserve, etc.) ou modifient sa valeur (enregistrement des dépréciations, par exemple).
- L'enregistrement des flux internes (transferts de valeur dans l'entreprise au cours du processus de production) n'est pas obligatoire ; il est possible pour cela d'utiliser la comptabilité analytique.

Par exemple, pour une machine achetée 7 000 et une voiture achetée 3000 et payées immédiatement 10 000 par chèque de banque, on enregistre les écritures suivantes :
Au journal des Achats : Constatation des charges (débit) équilibrée par une dette fournisseur (crédit).
| Compte | Intitulé    | Débit | Crédit |
| ------ | ----------- | ----- | ------ |
| 215000 | Machine     | 7000  |        |
| 218200 | Voiture     | 3000  |        |
| 401000 | Fournisseur |       | 10000  |

Au journal de Banque : Constatation de l'émission du chèque (débit) afin de solder la dette fournisseur par un compte de trésorerie (crédit).
| Compte | Intitulé    | Débit | Crédit |
| ------ | ----------- | ----- | ------ |
| 401000 | Fournisseur | 10000 |        |
| 512000 | Banque      |       | 10000  |

De nombreux flux peuvent être enregistrés et valorisés en continu (achat, vente, paiement des salaires, opérations de trésorerie, etc.). Mais dans bien des cas les flux de période ne peuvent apparaître que comme la différence entre une estimation de début de période et une estimation de fin de période. Ce travail d'estimation est l'inventaire Il porte d'une façon générale sur les valeurs de l'actif et du passif. Un terrain a pu connaître une plus-value ; un titre de placement une moins-value ; les inventaires contiennent des "rossignols" sans valeur qui n'ont plus de chance de se vendre au prix de leur achat. Bien que d'une façon générale les mouvements de valeurs soient retracés à leur valeur historique (au moment où ils ont eu lieu), les normes de l'entreprise ou celles auxquelles elle est soumise peuvent imposer une actualisation aux valeurs du jour d'inventaire. Les nouvelles normes comptables des banques ont récemment fait l'objet de critiques acerbes parce qu'elles imposaient de déprécier instantanément des prêts "non performants" ou dont le marché était bloqué (cas des CDO) et donc aggravaient la crise même si elles donnaient une vision plus exacte de la valeur réelle de l'actif des banques.
Une écriture comptable contient nécessairement les éléments suivants :
- le journal comptable auquel l'écriture appartient ;
- la date de l'écriture (différente de celle où l'écriture est enregistrée) ;
- l'identifiant de la pièce comptable qui documente l'écriture (n° de facture, date du relevé bancaire, etc.) ;
- un ou plusieurs comptes mouvementés au débit, avec pour chacun :
  - le numéro du compte ;
  - [si nécessaire] l'identifiant du tiers concerné si le compte est collectif ;
  - la désignation du compte ;
  - le mouvement au débit ;
- un ou plusieurs comptes mouvementés au crédit, avec pour chacun la même séquence que précédemment ;
- le libellé, qui explicite l'écriture. il peut inclure l'identifiant de la pièce comptable.

## Organisation comptable en France

### Obligation de tenir une comptabilité
Les règles de la comptabilité générale s'imposent à toutes les entreprises industrielles et commerciales (articles L.123-12 à L.123-28 du Code du commerce en France). Les très petites entreprises (TPE) peuvent se contenter d'une comptabilité en partie simple, dite comptabilité « de caisse ».
En France, l'organisation comptable (opérations à enregistrer, présentation des résultats) a longtemps été destinée à informer les tiers détenteurs de droits réels sur l'entreprise (actionnaires, prêteurs, État). En conséquence, la première préoccupation était l'évaluation du patrimoine, avec une présentation juridique du bilan (voir ci-dessous) : d'un côté, les droits acquis (droit de propriété sur les actifs et les stocks, droit de créance sur les clients), de l'autre côté les obligations (les dettes). Cette vision patrimoniale, « qui fait merveille sur le mort [le passé] mais massacre le vivant »[réf. souhaitée], a montré ses limites dans une économie en mouvement qui devient plus financière, moins industrielle. C'est pourquoi la comptabilité française, en cours de mutation, se rapproche des normes internationales dites IFRS qui privilégient une approche financière, conforme aux pratiques comptables anglo-saxonnes. L'objectif de ces nouvelles normes comptables françaises est de faciliter une représentation des opérations de l'entreprise plus proche de la réalité économique.

### Documents comptables utilisés

#### Documents courants
1. le journal général enregistre les écritures dans l'ordre chronologique. Chacune d'elles recense toutes les sommes débitées et créditées, les numéros de chaque compte impliqué, la date et un court libellé explicatif et l'identification de la pièce comptable qui documente l'écriture ;
2. le plan comptable recense la liste des comptes (mais le plan comptable français désigne aussi en France un ensemble de règles d'évaluation et de tenue des comptes qui constituent le cadre légal de la comptabilité générale) ;
3. le grand livre reporte les écritures du journal en les regroupant compte par compte : il permet de justifier leurs soldes ;
4. la balance générale des comptes, qui présente la liste des comptes centralisateurs avec la situation de chacun : Montants débits et montants crédits ; soldes, débiteurs ou créditeurs. Elle ne fournit pas les détails des comptes des comptabilités auxiliaires, tiers, etc. qui font l'objet de balances annexes.

La liste des écritures est portée sur un bordereau de saisie appelé aussi journal des écritures (ce journal liste spécifiquement par type d'écritures contrairement au simple bordereau). À noter cependant que la plupart des comptabilités sont maintenant tenues grâce à des logiciels qui ont dématérialisé le journal (il n'est plus systématiquement tenu sous format papier).

#### Documents annuels ou de synthèse
Lors de la clôture annuelle de l'exercice comptable la comptabilité produit les documents suivants :
1. le bilan, qui décrit séparément les éléments d'actif et de passif à la date de clôture ;
2. le compte de résultat, qui récapitule les charges et les produits de l'exercice ; le solde entre les charges et les produits représente le bénéfice ou la perte ;
3. l’annexe, qui commente et complète l'information comptable ;
4. pour les entreprises de plus de 500 salariés uniquement, une communication des données (reporting) plus ou moins élaborée en fonction des besoins de l'entreprise qui synthétise les données de la comptabilité analytique.

En France, pour les entreprises dont le chiffre d'affaires est compris entre 76 300 € et 763 000 € en cas de vente de biens, ou entre 27 000 € et 230 000 € en cas de vente de services, peuvent ne constituer qu'une comptabilité de trésorerie (encaissement - dépenses : caisse).